# Illinigina illinoiensis
Illinigina illinoiensis är en insektsart som först beskrevs av David D. Gillette 1898.  Illinigina illinoiensis ingår i släktet Illinigina och familjen dvärgstritar. Inga underarter finns listade i Catalogue of Life.